# Ratpenat nasofoliat escuat
El ratpenat nasofoliat escuat (Coelops frithii) és una espècie de ratpenat de la família dels hiposidèrids. Viu a Bangladesh, la Xina, Índia (Meghalaya, Oest de Bengala), Indonèsia, Laos, Malàisia, Myanmar, Taiwan, Tailàndia i el Vietnam. El seu hàbitat natural són boscos tropicals i manglars. No hi ha cap amenaça significativa per a la supervivència d'aquesta espècie.